# Wydział Kompozycji, Dyrygentury, Wokalistyki, Teorii Muzyki i Edukacji Artystycznej Akademii Muzycznej im. Ignacego Jana Paderewskiego w Poznaniu
Wydział Kompozycji, Dyrygentury, Wokalistyki, Teorii Muzyki i Edukacji Artystycznej Akademii Muzycznej im. Ignacego Jana Paderewskiego w Poznaniu – jeden z dwóch wydziałów Akademii Muzycznej im. Ignacego Jana Paderewskiego w Poznaniu. Jego siedziba znajduje się przy ul. Święty Marcin 87 w Poznaniu.
Wydział ten powstał z połączenia Wydziału I (Kompozycji, Dyrygentury, Teorii Muzyki i Rytmiki) oraz Wydziału IV (Dyrygentury Chóralnej, Edukacji Muzycznej i Muzyki Kościelnej).

## Struktura[1]
- Instytut Dyrygentury
  - Katedra Dyrygentury Symfonicznej i Operowej
  - Katedra Dyrygentury Chóralnej
  - Zakład Dyrygentury Orkiestr Dętych
- Instytut Edukacji Artystycznej
  - Katedra Edukacji Muzycznej
  - Katedra Muzyki Kościelnej
  - Zakład Emisji Głosu
- Instytut Kompozycji i Teorii Muzyki
  - Katedra Kompozycji
  - Katedra Teorii Muzyki
  - Katedra Rytmiki i Improwizacji Fortepianowej
  - Zakład Kreacji, Percepcji i Notacji Muzycznej
  - Zakład Muzyki Filmowej i Teatralnej
- Instytut Wokalistyki
  - Katedra Wokalistyki
  - Katedra Pieśni i Kameralistyki Wokalnej
  - Katedra Musicalu
  - Zakład Interpretacji Muzyki Wokalno-Instrumentalnej

## Władze
Władze Wydziału i Instytutów wybrane na kadencję 2020-2024:
- Dziekan: prof. AMP dr hab. Kinga Ceynowa
- Dyrektor Instytutu Kompozycji i Teorii Muzyki: prof. AMP dr hab. Monika Kędziora
- Zastępca dyrektora Instytutu Kompozycji i Teorii Muzyki: ad. dr Małgorzata Pawłowska
- Dyrektor Instytutu Dyrygentury: prof. dr hab. Magdalena Wdowicka-Mackiewicz
- Zastępca dyrektora Instytutu Dyrygentury ad. dr hab. Marianna Majchrzak
- Dyrektor Instytutu Edukacji Artystycznej: dr hab. Paweł Łuczak
- Zastępca dyrektora Instytutu Edukacji Artystycznej: ad. dr Magdalena Andrys
- Dyrektor Instytutu Wokalistyki: ad. dr hab. Małgorzata Woltmann-Żebrowska
- Zastępca dyrektora Instytutu Wokalistyki: ad. dr Paulina Zarębska